# Distrikt Serenje
Distrikt Serenje (anglicky Serenje District) je jeden ze šesti distriktů v Centrální provincii v Zambii. Hlavním městem je Serenje. V roce 2010 v distriktu Serenje žilo 166 741 obyvatel. Rozloha distriktu je 23 351 km², což z něj činí největší distrikt Centrální provincie.

## Sousední distrikty
| Růžice kompasu |                              | Distrikt Samfya  | Distrikt Mpika  | Růžice kompasu |
| Růžice kompasu | Demokratická republika Kongo | Sever            |                 | Růžice kompasu |
| Růžice kompasu | Demokratická republika Kongo | Distrikt Serenje |                 | Růžice kompasu |
| Růžice kompasu | Demokratická republika Kongo | Jih              |                 | Růžice kompasu |
| Růžice kompasu | Distrikt Mkushi              | Distrikt Petauke | Distrikt Nyimba | Růžice kompasu |